# Morsiussaari (ö i Kouvola)
Morsiussaari är en ö i Finland. Den ligger i sjön Iso-Ruhmas och i kommunen Kouvola i den ekonomiska regionen  Kouvola ekonomiska region  och landskapet Kymmenedalen, i den södra delen av landet, 130 km nordost om huvudstaden Helsingfors. Öns area är 4,5 hektar och dess största längd är 280 meter i öst-västlig riktning.